# Humanoid Erotica
 (mars 2025).
Si vous disposez d'ouvrages ou d'articles de référence ou si vous connaissez des sites web de qualité traitant du thème abordé ici, merci de compléter l'article en donnant les références utiles à sa vérifiabilité et en les liant à la section « Notes et références ».
Humanoid Erotica est le premier album studio de Fat Jon, sorti le 29 octobre 2001, sous le label Counterflow Recordings.
Albums de Fat Jon as Maurice Galactica
Wave Motion
(2002)
C'est également le premier projet réalisé sous le pseudonyme de "Fat Jon as Maurice Galactica", un alter-égo lui permettant d'explorer d'autres univers musicaux.

## Liste des pistes
Les douze pistes de cet album sont :
| No  | Titre                         | Durée |
| --- | ----------------------------- | ----- |
| 1.  | At The Bar                    | 3:54  |
| 2.  | 14 Years                      | 4:38  |
| 3.  | Triple Gold Daytons           | 4:55  |
| 4.  | No                            | 3:35  |
| 5.  | Tell Me                       | 2:04  |
| 6.  | The Queen And I               | 2:10  |
| 7.  | Backseat Anonymous            | 4:09  |
| 8.  | Change Your Mind              | 3:21  |
| 9.  | Exact Space                   | 3:40  |
| 10. | I Dee                         | 3:56  |
| 11. | Raindance (Rmx. Instrumental) | 4:11  |
| 12. | Pretty Pussy Kitty Kat        | 5:03  |